# Titus Groan
Titus Groan – brytyjski zespół muzyczny, utworzony w 1969 przez gitarzystę i pianistę Stuarta Cowella. Nazwa została zaczerpnięta z powieści Mervyna Peake’a, jednej z pierwszych powieści w stylu fantasy. Titus Groan grał ciężkiego rocka progresywnego z dużą liczbą instrumentów dętych.
Zespół zadebiutował na festiwalu Hollywood Pop w maju 1970 roku u boku takich wykonawców jak: The Grateful Dead, Mungo Jerry oraz Ginger Baker’s Air Force brytyjskiego perkusisty Gingera Bakera znanego m.in. z zespołu Cream i Baker Gurvitz Army. Grupa została zauważona przez przedstawicieli wytwórni Dawn Records i już jesienią 1970 przystąpiła do pracy nad debiutanckim longplayem. Znalazło się na nim pięć kompozycji, z których wyróżniała się prawie 12-minutowa Hall Of Bright Carvings, z tytułem również zapożyczonym ze wspomnianej powieści Mervyna Peake’a.
Z powodu kiepskiej sprzedaży albumu, grupa została zmuszona do zawieszenia działalności już na początku 1971 roku. Muzycy grupy jednak nadal kontynuowali kariery. Perkusista Jim Toomey przystąpił do zespołu Larry’ego Wallisa znanego z Pink Fairies i UFO, natomiast sam założyciel Stuart Cowell przystąpił do grupy Ala Stewarta.
W 1989 roku firma płytowa See For Miles wydała płytę kompaktową pt. Titus Groan... Plus, która zawierała cały debiutancki album oraz 3 nagrania z singla.

## Dyskografia
- Titus Groan, 1970

## Skład
- Stuart Cowell g,k, voc,
- Tony Priestland – instr. dęte, voc,
- John Lee- b,
- Jim Toomey – dr